# 阿尼巴雷区
阿尼巴雷區（英語：Anibare District）是太平洋島國諾魯的一個行政區，位於諾魯島的東部，是諾魯面積最大的行政區，也是人口最少的行政區。地理上，東面鄰安尼巴雷灣與太平洋，由北至南，又分別與伊朱乌区、阿納巴爾區、拜齐区、瓦博埃区、尼博克区、布阿达区及梅嫩区相鄰。平均海拔30公尺（最高海拔40米）。阿尼巴雷區是屬於阿納巴爾選舉區。

## 建設
阿尼巴雷區在日本的協助下，於2002年在安尼巴雷灣內興建一座安尼巴雷港口，作為島中央高原地區豐富磷礦的對外輸出港口。

## 最早的村落
- Adreyi
- Agabwe
- Anakawidua
- Anera
- Anitobu
- Aribeang
- Ate
- Boneda
- Bweranibek
- Bweteboe
- Bweteoaru
- Eatedogi
- Etamor
- Gene
- Yanmwitebwiyeye
- Merubo
- Kawinanut